# 報道局
報道局（ほうどうきょく）はラジオ局やテレビ局などに設置される報道を担当する部署である。
放送局によっては報道部（）や報道センター（）とも言う。

## 概説
報道局は主にニュース番組、情報番組を制作、放送する部署であり、日本の多くの放送局に置かれている。自らの取材網、通信社から常に大量の情報が集まる場所であり、さまざまな設備が整っている。規模の大小はあるが、地上波テレビ局には（放送大学など特定専門局を除き）「報道」と名のついた部署は必ずある。
テレビニュース・報道番組、ひいてはテレビ局にとってなくてはならないセクションである。また、一部のキー局では強力な報道番組制作力を利用して、CS（衛星放送）にニュース専門チャンネルを設け、そのチャンネルの制作も担当している。
ラジオ局についてはテレビに比べ、情報番組や報道番組の割合が多いものの、ラジオ局単独では取材力に限界があるため、系列のテレビ局や新聞社、もしくは通信社からのニュース配信に頼っている。
民間放送局で報道局が最初に設けられたのは東京放送（現：TBSテレビ）である。キャスターニュースの先駆けともいえる番組『JNNニュースコープ』の開始に伴い、1962年に設置された。

## 報道「局」と報道「部」
「報道局」と「報道部」が混同されるケースが一部にみられるが、違いとしては「報道局」はニュースの取材や番組制作とそれにかかわる予算や人員の全てを管理する「上部組織」であり、「報道部」はニュースの取材と番組制作に関わる人員が所属する「下部組織」である。
「報道局」という組織が設けられているのはNHKにおいては東京本部のみで、地方局においては各地方局におかれている「放送部」の「報道班」もしくは「報道グループ」がこれに該当する。民放においては在京キー局と在阪局（一部除く）、それに在名局や地方局の一部となる。
在名局の一部や大多数の地方局では「報道制作局」という上部組織（一般番組の制作を担当する「制作部」もここに属する）の下に「報道部」として存在しているが、これは人員の少ない地方局ならではの組織形態と言え、通常は一般番組の制作と報道番組の取材や制作を明確に区分けする一方で、大規模災害や大規模事件・事故、それに大型の特別番組を制作する際、少ない人員を有機的・横断的に活用し、取材・制作活動にあたることができると言われている。
人員が多いところや、報道に特化したセクションを必要とする社の組織においては半ば必然的に「報道局」が作られるが、大多数の地方局では経営の合理化や組織のスリム化という観点から「（報道制作局の）報道部」として番組制作部門を一元化するケースが多く見受けられる。

## テレビ局の報道局
テレビ局の報道局は一般的にはオフィスフロアの中に存在する。テレビ局の社屋は大抵、低層階にスタジオを集中させるため、中層階にオフィススペースが固まることがあり、その中層階でも最下層に置かれることが一般的であるが、社屋敷地の形状に合わせ、建物の低層部に配置するケース（TBS、虎ノ門本社時代のテレビ東京、2代目本社当時の読売テレビ）や、逆に社屋の高層部に配置するケース（フジテレビ）なども散見される。
古い年代に建てられた社屋においてはそもそも「報道専用スタジオ」という考え方が存在していなかったこともあってか、一般スタジオの一つを報道専用に用途転換するケースがほとんどであった。このため、報道局から専用スタジオまでの距離が遠く、緊急時対応を考え、報道局内に簡便な顔出しブースを設けるなどして対応した。
しかし最近では、テレビ局の報道局はニュースを放送するための専用スタジオ「ニューススタジオ」（報道スタジオ・Nスタジオとも）に至近もしくは隣接していることが多い。
後にも述べるが、スタジオが報道局に隣接するようになっても、緊急時の即時対応を可能とするための「顔出しブース」は各局とも残しており、通常番組と緊急時対応の両立を狙った仕組みが垣間見える。
これは報道局に入った情報をいち早く放送できるようにするための「工夫」のひとつである。他にも、主なところで下記のような「工夫」がある。

### 工夫1：報道局とスタジオの仕切り
テレビ局によってはニューススタジオと報道局をガラスなど透過性の素材や、可動壁などで仕切るケースも存在する。このような場合では、番組放送中に視聴者が報道局の様子を垣間見ることができる。
代表例
日本放送協会（NHK）・TBSテレビ・フジテレビジョン・テレビ朝日

### 工夫2：報道局内のフロアデザイン
上記「工夫1」のため、報道局はそれ自体がスタジオセットとなることもあり、一般のオフィスフロアと違い、機能的、視覚的に配慮されたデザインやレイアウトになるケースが最近増えている（特に1990年代以降にできた建物、在京・在阪局など）。

### 工夫3：報道局内の特徴
どこよりも早く“特ダネを抜く”ための「速報競争」という一面もあり、自社（局）だけではなく他社（局）の放送映像もチェックできるよう、放送画面を映し出すビデオモニターが各所に複数台配置されている。また、地方や海外から送られてくる映像もチェックできるよう、いわゆる「集中監視モニター」が設置されている局もある。

### 工夫4：緊急顔出しカメラの整備
報道局内にはニューススタジオとは別に最新のニュースを即時に伝えることが出来るよう、「顔出しカメラ（ブース）」と呼ばれるスペースが存在する（在京民放局の場合）。
このスペースには無人のリモコンカメラや、簡易照明設備、地震関連情報表示用の端末などを一通り揃えてあり、地震や突発事故・事件などの緊急時のほか、省力化を目的として定時ニュース（スポットニュース）にも使用されることがある。
例としては日本テレビ・TBSテレビ・フジテレビジョンがあり、そういったブースを日本テレビ・TBSテレビでは「報道フロア」と呼ぶ。フジテレビでは「報道センター」、テレビ朝日では「ニュースルーム」などと、各局独自に名称がある。
しかし、このスペースは報道局内に設けられているため、周囲の「雑音」を拾いやすい環境にあることから、放送時にはある程度の配慮（大声で話さない、自社の放送中音声をモニターから出さない）がなされているようである。

### 工夫5：報道スタジオの設備・特徴
一般番組に使用されるスタジオ（いわゆる「汎用スタジオ」）と違い、報道に特化した専用スタジオには、このスタジオならではという設備や特徴もある。
- プロンプター
報道スタジオのカメラにはプロンプターが整備されていることが多い。プロンプターは手元の原稿をカメラレンズの前に映しだし、原稿とカメラの視点移動をなるべく少なくすることで、ニュースを伝えるアナウンサーやキャスターの負担を軽減させる目的がある。
また、手元の原稿を映さず、コンピューターで作成された原稿をプロンプター上に表示するケース（手元の原稿は確認用として使われる）や、手元の原稿を大きな文字に書き直し、アナウンサーの読み上げるスピードにあわせ（別室で別の人間が）動かす映像をプロンプターに表示するケースもある。
このほか、例外的にプロンプターを単なるモニター（放送中の映像をそこに映し出す）として使用したり、編集長（ニュースの順番を決めたり、内容に応じ取材などの指示を出す人）やプロデューサー（通常編集長とプロデューサーは別の人間だが、兼務する場合もある）が放送中にアナウンサーやキャスターに指示をだすためにプロンプターを利用するというケースもある。

- スタジオセット
報道スタジオの美術セットは基本的に「パーマネントセット」と呼ばれ、一度設営したら基本的に半年以上（模様替えや改編で番組がなくなったりするまで）そのまま固定される。毎日放送されるニュース番組に対応することと、セットを移動する必要がないことがその理由であるが、地震に対して耐震性を持たせる意味合いから、ボルトなどで厳重に固定されるものもある。

- 副調整室（サブ）の設備
副調整室においては全国各地や世界各局から入ってくる映像を多くスタジオに取り入れるため、中継回線を取り込める数が汎用スタジオの副調整室より多くなっているほか、中継・取材現場と連絡が取り合えるよう、汎用スタジオの副調整室よりも多くの電話機が設置されている。

### 報道局の組織
テレビ局の報道局には伝えるジャンルにより、下記のようなセクションが存在する。
【備考】NHK放送センターについて、この項では便宜上「NHK東京」と記す。

#### 社会部
事件や事故を一般的に取材し放送するセクション。各地に点在する支局や駐在の記者も、社会部に所属するケースが少なくない。在京局の場合、各都県庁や警察本部に詰めている記者も社会部所属が少なくない。
社会部記者に関する考察
NHKの報道部門に在籍していた経験がある池田信夫によると、警察の記者クラブに多数の記者を常駐させているために社会部は報道局での発言力が大きく、日本の報道が犯罪中心なのはそのせいだという。

#### 政治部
政治部は在京局のみに存在し、国会記者会館や中央官庁に担当記者をそれぞれ配置している。民放では人員の都合もあり、一人の記者が複数の省庁を担当するケースもあるが、官邸担当は複数の記者を配置し、動向を逐一チェックしているという。
政治部記者に関する考察
「番記者」という言葉に代表されるように、政治部記者は記者クラブ制度の影響もあって政治家と親密になりがちで、放送局と権力との癒着の元凶だとする批判が多い。
予算に国会の承認が必要なNHKでは与党政治家と良好な関係を築くために政治部が重視され、政治部出身の会長である海老沢勝二と島桂次は人事などで大きな権限を振るった。

#### 経済部
政治と経済は比較的密接する事案が多く、以前は政治部を含めて「政経部」という一つの組織にしていた社（局）が多かったが、バブル景気の頃から、経済のみを専門に扱う部署の必要性がクローズアップされ、民放ではTBSが経済部を独立させたことを契機として、現在では在京キー各局が政治部と経済部を分けている。
テレビ東京においては、かつて「経済ニュースセンター」という単独部署が存在していた。業務内容としては経済部のそれとほぼ同じだが、同社が日本経済新聞傘下にあること、及び日経グループの専門各紙と連携しての取材や企画、また市況番組の制作を担当するなど、他社経済部と比して番組制作も含むなど若干幅広いものとなっていたが、その後の機構改革により、在京キー他局同様の組織構成に変わっている。2018年6月時点においては「ニュースセンター」という組織の中に組み込まれており、独立した部署ではなくなっている。
経済部は主に東京証券取引所がある兜町（東京都中央区）や大手企業の本社が集中する大手町（東京都千代田区）周辺に取材拠点を（分室の扱い）持ち、そこを拠点として取材活動をしている。これに関連し、東証アローズや大手町周辺にサテライトスタジオを確保、そこから最新の経済関連ニュースを伝えている。

#### 外信部
TBSテレビやフジテレビでの名称。外報部（日本テレビ、テレビ朝日）と呼ぶ社もある。NHK東京では「国際部」。
海外支局や通信社などから入ってくる日本国外のニュースを処理する部署。各報道ネットワークが維持している海外支局は基本的にキー局の外信部（外報部）の下部組織としての扱いになる。

#### 科学文化部
NHK東京のみに存在する。
民放では主に社会部が担当するニュースのうち、美術関係など文化に関わる内容、列車や航空機など機械が絡んだ事故の事後取材（メカニズム面などからの援護取材）を担当することが多い。

#### 編集部
上記取材部門が取材してきたニュースの他、系列局から上がってきたニュースを「その時点での重要度」「番組コンセプト」など複数の基準から取捨選択し、時間配分や人員配置、内容についてを担当部署と調整しながら番組に仕上げていく部署。定時ニュースの「編集長」はこの部署に所属することが多く、ワイドニュース番組の「編集長」はそれぞれの番組に所属することが多い。

#### 取材部
取材部門が取材する際のカメラマンや技術スタッフは取材部の所属となる。スタジオ技術も担当範囲となるが、実際のスタジオ技術は外部の技術会社と請負契約を結んでいることが大半である。

#### 回線部
日本国内や世界の映像を入手するために回線を確保したり、地方局が東京で取材した映像を当該地方局へ伝送するための回線を確保したりすること、さらには世界の提携放送局で放送された番組を衛星回線を通じ収録する業務など映像回線に関することを広く担当するのが回線部である。

#### その他の部署
上記に記した部署以外にも、ワイドニュース担当部（主に報道番組部、報道番組センターと呼ばれる）や庶務を担当するセクション、日本テレビやTBSテレビではCS放送向け担当セクション、NHK東京ではスポーツニュースを担当する「スポーツ報道センター」、さらには気象情報を担当する「気象センター（局によってはウエザーセンターなど名称が異なる）」などの部署が存在する。
テレビ朝日においては社内機構改革によって、これまで別組織として存在していた「情報局」（ワイドショーおよびそれに準ずる番組の制作を担当する部署）を報道局に統合した。これによってワイドショーも含めた情報系番組のすべてが、名目上は報道局の担当となった。とはいえ、あくまで社内事情による名目上の統合であり、報道局内の番組制作部署は「ニュースセンター」（旧報道局系）と「情報センター」（旧情報局系）に区分けされている。
テレビ東京は社自体の規模、ネットワークの規模が小さいことから、在京他社ほどの大所帯にはなっていないのが現状である。ただ、2018年6月時点では、取材部門を「ニュースセンター」に集約し、報道系番組の制作部門を「報道番組センター」として明確化するなど、組織形態は在京キー他局に近くなっている。
備考
ここまで列記してきた内容はあくまで在京テレビキー局を基本にまとめた内容である。民放やNHKの地方局とは組織構成や規模、スタジオ配置など異なる点が多いことをご理解いただきたい。

## ラジオ局の報道「部」
ラジオ局はテレビ局と違い全体的に規模が小さいことから「報道局」という組織は存在しないとされる。
地方テレビ局やラジオ単営局では一般的な番組制作組織である「報道制作局」と同じように、一般番組から報道番組まで、すべての番組制作を一元化した組織（ラジオテレビ兼営局では「ラジオ局」などのセクション。NHKでは「ラジオセンター」と呼ばれる組織）をつくり、その下部組織としての「報道部」が存在する程度である。
とはいえ、ニュース取材のために必要な人員や機材は一通り揃っており、テレビニュースよりも小回りが利く点を生かし、突発時にはその能力を発揮することが少なくない。
なお、上記は中波（AM）ラジオ局の場合で、FMラジオ局の場合は状況が異なる。

### ラジオ報道部の組織
上記にて示したように、ラジオ報道部には「社会部」「政治部」などの明確なセクションが存在しない。記者個人に対して「社会担当」や「政治担当」という振り分けは存在するようである。
なお、ラジオテレビ兼営局においては報道セクションを一元化し、その中にラジオ報道担当を設けるケースもある。さらに踏み込み、テレビ取材の音声をラジオニュースに流用するケースも存在する。
「テレビ取材の音声をラジオニュースに流用するケース」としてはNHKやTBSラジオなどがこの例に該当する。

### ラジオ報道のスタジオ
ラジオニュースには専用スタジオというものが基本的には存在しないとされる。
生放送しているラジオ番組のスタジオに入り、定時ニュースを読み上げることが多く、専用スタジオをあまり必要としないことがその理由である。しかしながら、下記に示すような在京局の例をはじめとして、一部のラジオ局においては副調整室の存在しないブースのみの「簡易スタジオ」を常設したり、報道部内に簡易設備を常設するようなケースもある。
在京局での運用形態例を下に示す。
- 文化放送は本社報道部内にマイクと簡易ミキサーを置き、緊急時はもとより番組内ニュースの一部もこの場所から放送している[4]（同社ではこの場所を「報道マイク」と呼称している）[注 7]。
- ニッポン放送が有楽町本社を改築する前は、報道部に隣接して簡便なアナウンスブースが設置されており、夜の若者向け生番組中や、定時ニュースはアナウンサーがこの場所でニュースを読み、生放送中のスタジオ副調整室もしくは主調整室から直接放送されていたという。なお、現在の本社においても同様の設備が設置されており[5][6]、ミニニュースなどで使用されているという。
- TBSラジオはTBSテレビ報道局内に「ラジオニューススタジオ」を持ち、一部の定時ニュースはここから放送されることもあるという。在阪局でも毎日放送が同様の設備を報道局内に置いている。
- NHK放送センター（東京）においては、ラジオセンター内に専用スタジオを設置している。これは副調整設備を持たず、近接する生放送用スタジオから駆動したり、主調整室から直接駆動して運用するという。[7]

### FM局の報道について
FMラジオ局においては、局の規模や体制などの都合から、報道関連セクションの存在しない局が多く存在する。
FMラジオ局において明確な報道担当セクションを設けている社（局）はエフエム東京（TOKYO FM、「報道・情報センター」）、エフエム群馬（報道部）、エフエムナックファイブやJ-WAVE（共に「ニュースルーム」）など、放送局数からみれば僅かである。
また、JFN加盟各局向けにはTOKYO FMからのニュース配信もなく、1980年代中期以降に開局したJFN系列局（所謂「Bライン局」）へは、エフエム東京ではなく、あくまでJFNからの配信ニュースが放送されている。
エフエム北海道（AIR-G）＝北海道新聞社や静岡エフエム放送（K-MIX）＝中日新聞東海本社のように、特定社の記事配信を受けてニュース番組を制作するケースも多い。
なお、「報道部」を持たない大多数のFMラジオ局における「報道対応」としては制作部内のスタッフ数名を報道担当として、通信社や系列新聞社などから専用ファクスなどで入電する情報の整理をさせている程度のところが多いようである。

## 報道局の「保安面」への配慮
生放送である報道番組を放送するための機能を持ち合わせた部署であることから、有事の際テロリストなどによるテロや乗っ取りの標的となることが危惧されている。
そのため報道局内には報道局員や関連社員・スタッフなど、報道局内に立ち入ることを許可された者しか入れないようになっているのが普通である。
主調整室（マスター）と違い、テレビやラジオ放送を行うにあたり、心臓部ではないことから、主調整室ほどの厳重な入退室管理が行われている訳ではない。存在する場所についてもある程度は知られていることも多いが、警備員による目視での入退室チェックは行われているようである。ただし、NHK放送センターにおいては、有事法制で唯一の公共機関に指定されている放送事業者の中枢部であるため、職員であっても部外者には場所は明かされていない。

## 報道局と制作局
制作局もワイドショーのような報道もあつかう情報番組を制作することが多い。NHKは報道局と制作局が独立して業務をおこない、職員採用も別におこなうなど縦割り構造が強い。
第二次世界大戦終結直後、NHKや民放には「社会部」という報道部門とはまったく独立したジャーナリスティクな機能を持つ部署が報道と対等以上の放送時間をもって存在していた。
NHKの社会部社会課は『街頭録音』・『尋ね人』・『社会の窓』、ラジオ東京（現TBS）の社会部は『ラジオスケッチ』・『伸びゆくこどもたち』、文化放送の社会教養部は『マイクの広場』・『日本のこども』といった番組を制作していた。
NHKを代表するドキュメンタリー制作者であった吉田直哉は報道に対抗できる幅広い分野を自分の企画で自由に取り上げるために、ドキュメンタリー番組を報道とは一線を画す組織で制作することにこだわった。
一方、制作局の制作手法が問題を起こすことも多い。
『発掘!あるある大事典』の捏造問題で外部調査委員を務めたノンフィクション作家の吉岡忍は、時には名誉毀損で訴えられることがあるので事実性には非常に執着する報道局とは違って、制作局には事実を軽く扱いがちな傾向があることが、制作局が制作する情報番組が捏造事件を起こしやすい原因だと指摘している。
取材手法にしても報道局は取材対象と「それは違うでしょう」などとコミュニケーションをするが、制作局は「そのひとことをいただきます」でおしまいでコミュニケーションがないという。制作でやっている手法は取材を受けてもらったら謝礼を出すというもので、インタビューを受ける側も謝礼を貰えると期待してやっているので、やり取り自体がすでにビジネスで、いわゆる報道局の取材とは違うという。
制作局取材の典型的な悪い例として、少年事件があると中学生にお金をくばったり卒業名簿をもらったりすることがあるが、そういうことを生々しい取材現場でやったら大問題になることを報道局出身者は知っているという。
しかし、大人の世界ではしゃべる側はお金をもらい、聞く側はお金を渡すという関係が一種のビジネスとして成立しているわけで、そういうのが当たり前になっている番組の作り方自体いいのかと吉岡は疑問を呈している。
現在のテレビ局は報道局と制作局の人事交流がほとんどなく、報道のノウハウが生活情報番組の制作に活かされることは期待できないという。報道出身者が制作をやれば、「これは、いくらなんでも事実を曲げ過ぎじゃないか」、「演出し過ぎじゃないか」と多少は変わってくるかもしれないと吉岡は述べている。
NHKの報道局と制作局の縦割り構造の強さは専門性の育成・発揮といった側面では意義があるが、NHKとしての全社的な方針が十分に浸透せず、相互監視が効かず、協力体制が取りにくく、かつ、唯我独尊の内向き志向を助長する可能性もあると指摘されている。さらに、無用な対立軸やヒエラルキー、あるいは派閥や権力闘争を生みやすいといったマイナス面も大きいという。職員が良好なコミュニケーションを図り、共通の足場を築くことがきわめて重要だとNHKコンプライアンス委員会は主張している。